# NGC 4121
NGC 4121 (други обозначения – MCG 11-15-26, ZWG 315.18, NPM1G +65.0080, PGC 38508) е елиптична галактика (E) в съзвездието Дракон.
Обектът присъства в оригиналната редакция на „Нов общ каталог“.